# Ana Camila Pirelli
Ana Camila Donatella Pirelli Cubas (* 30. Januar 1989 in Asunción) ist eine paraguayische Leichtathletin, die sich auf den Siebenkampf spezialisiert hat.

## Sportliche Laufbahn
Erste internationale Meisterschaftserfahrungen sammelte Ana Camila Pirelli im Jahr 2005, als sie bei den Juniorensüdamerikameisterschaften in Rosario mit einer Weite von 10,54 m den neunten Platz im Kugelstoßen belegte und mit 32,12 m den achten Platz im Speerwurf erreichte. Im Jahr darauf belegte sie bei den U23-Südamerikameisterschaften, die im Zuge der Südamerikaspiele in Buenos Aires stattfanden, mit 4593 Punkten den vierten Platz im Siebenkampf und siegte anschließend mit 4790 Punkten bei den Jugendsüdamerikameisterschaften in Caracas. 2007 belegte sie bei den Südamerikameisterschaften in São Paulo mit 3866 Punkten den sechsten Platz im Siebenkampf und anschließend gewann sie bei den Juniorensüdamerikameisterschaften ebendort mit 4873 Punkten die Silbermedaille im Siebenkampf, belegte in 15,57 s den achten Platz im 100-Meter-Hürdenlauf und wurde mit der paraguayischen 4-mal-100-Meter-Staffel in 49,55 s Siebte. Daraufhin erreichte sie bei den Panamerikanischen Juniorenmeisterschaften in São Paulo mit 4873 Punkten Rang vier. 2009 klassierte sie sich bei den Südamerikameisterschaften in Lima mit 4754 Punkten auf dem fünften Platz und im Jahr darauf gewann sie bei den U23-Südamerikameisterschaften, die im Zuge der Südamerikaspiele in Medellín stattfanden, mit 5118 Punkten die Bronzemedaille hinter der Argentinierin Agustina Zerboni und Cynthia Alves aus Brasilien.
2011 belegte sie bei den Südamerikameisterschaften in Buenos Aires mit 5115 Punkten den vierten Platz im Siebenkampf und startete anschließend bei den Panamerikanischen Spielen in Guadalajara und erreichte dort mit 5157 Punkten auf Rang neun. Im Jahr darauf wurde sie bei den Ibero-Amerikanischen Meisterschaften in Barquisimeto mit 5479 Punkten Fünfte und 2013 gewann sie bei den Südamerikameisterschaften in Cartagena mit 5610 Punkten die Silbermedaille hinter der Brasilianerin Tamara de Sousa, ehe sie bei den Juegos Bolivarianos in Trujillo mit 5733 Punkten die Goldmedaille im Siebenkampf belegte und im 100-Meter-Hürdenlauf in 14,15 s den sechsten Platz belegte. Im darauffolgenden Jahr nahm sie erneut an den Südamerikaspielen in Santiago de Chile teil und siegte dort mit 5669 Punkten, ehe sie bei Ibero-Amerikanischen Meisterschaften in São Paulo vorzeitig aufgeben musste.
2015 klassierte sie sich bei den Südamerikameisterschaften in Lima mit 5363 Punkten auf dem fünften Platz und erreichte anschließend mit 5663 Punkten Rang neun bei den Panamerikanischen Spielen in Toronto. Daraufhin startete sie über 100 m Hürden bei den Weltmeisterschaften in Peking, schied dort aber mit 14,09 s in der ersten Runde aus. Im Jahr darauf gewann sie bei den Ibero-Amerikanischen Meisterschaften in Rio de Janeiro mit 5748 Punkten die Bronzemedaille im Siebenkampf hinter der Puerto-Ricanerin Alysbeth Félix und Evelis Aguilar aus Kolumbien. 2017 gelangte sie bei den Südamerikameisterschaften in Luque mit 13,89 m auf den fünften Platz und 2018 gewann sie bei den Südamerikaspielen in Cochabamba mit 5503 Punkten die Bronzemedaille im Siebenkampf hinter der Brasilianerin Giovana Cavaleti und Martha Araújo aus Kolumbien. Anschließend siegte sie mit 5879 Punkten bei den Ibero-Amerikanischen Meisterschaften in Trujillo.
2019 belegte sie bei den Südamerikameisterschaften in Lima mit 5694 Punkten den vierten Platz und startete anschließend erneut bei den Panamerikanischen Spielen ebendort und wurde dort mit neuem Landesrekord von 5907 Punkten ebenfalls Vierte. 2021 startete sie dank einer Wildcard im Hürdenspring bei den Olympischen Spielen in Tokio, kam dort aber mit 13,98 s nicht über den Vorlauf hinaus. Im Jahr darauf gewann sie bei den Ibero-Amerikanischen Meisterschaften in La Nucia mit 5808 Punkten die Silbermedaille hinter der Kolumbianerin Martha Araújo und anschließend musste sie sich bei den Juegos Bolivarianos in Valledupar mit 5848 Punkten ebenfalls nur Araújo geschlagen geben. Zudem belegte sie in 13,75 s den vierten Platz über 100 m Hürden. Im Oktober gewann sie dann bei den Südamerikaspielen in Asunción mit 5756 Punkten die Silbermedaille hinter Araújo. 2023 beendete sie ihren Wettkampf bei den Südamerikameisterschaften in São Paulo vorzeitig nach einem Bewerb und im November belegte sie bei den Panamerikanischen Spielen in Santiago de Chile mit 5286 Punkten den fünften Platz. Im Jahr darauf gewann sie bei den Hallensüdamerikameisterschaften in Cochabamba mit 3410 Punkten die Bronzemedaille im Fünfkampf hinter den Brasilianerinnen Raiane Vasconcelos und Tainara Mees. Im Mai belegte sie bei den Ibero-Amerikanischen Meisterschaften in Cuiabá mit 5402 Punkten den vierten Platz.
2019 wurde Pirelli paraguayische Meisterin im 400-Meter-Hürdenlauf sowie im Speerwurf und 2006 siegte sie im Siebenkampf. 2023 wurde sie Landesmeisterin im Kugelstoßen.

## Persönliche Bestleistungen
- 400 Meter: 56,62 s, 2. März 2019 in Asunción (paraguayischer Rekord)
- 100 m Hürden: 13,40 s (+1,7 m/s), 23. April 2016 in Medellín (paraguayischer Rekord)
- 400 m Hürden: 62,36 s, 20. Oktober 2019 in Asunción
- Hochsprung: 1,68 m, 1. Juni 2013 in Ottawa (paraguayischer Rekord)
- Kugelstoßen: 14,87 m, 12. Juli 2019 in Fort Lauderdale (paraguayischer Rekord)
- Speerwurf: 48,75 m, 24. Mai 2012 in Austin
- Siebenkampf: 5907 Punkte, 8. August 2019 in Lima (paraguayischer Rekord)
  - Fünfkampf (Halle): 4032 Punkte, 17. Februar 2013 in Linz (paraguayischer Rekord)